# Нейтронно-активаційний каротаж
Каротаж нейтронно-активаційний (рос.карот(т)аж нейтрон-активационный, англ. neutron-activation logging; нім. Neutronenaktivierungslog n) — метод дослідження у свердловинах, оснований на вивченні випромінювання ядер атомів гірських порід, активованих нейтронами.
Застосовується для кількісного визначення елементного (ізотопного) складу г.п. і флюїдів, які їх насичують в розрізі свердловини. К.н.-а. успішно застосовується для кількісного визначення вмісту Al, Li, Mn, Cu, для встановлення межі рухомої і застійної води в експлуатаційних свердловинах, виділення припливу води з перфораційних отворів і порушень обсадної колони, виявлення інтервалів затрубної циркуляції, а також виявлення корисних копалин, збіднених киснем, кам. вугілля, сульфідів, флюориту та ін.